# 11 avril dans les chemins de fer
11 mars 11 mai
Chronologies thématiques
- Croisades
- Sports
- Disney

Cette page concerne les événements qui se sont déroulés un 11 avril dans les chemins de fer.

## Événements

### XXesiècle
- 1909 : en France, ouverture définitive de la ligne Dax-Amou de la Compagnie des tramways de la Chalosse et du Béarn.
- 1928 : en France, à Paris, deux trains entrent en collision à la sortie de la gare de Paris-Nord. La violence du choc entraîne la mort de 16 voyageurs et fait plus de 40 blessés.

## Naissances
- Alain de Dieuleveult, auteur français, notamment spécialisé dans les chemins de fer secondaires († 6 août 2025).